# Investor
Investor je investiční fond, banka, penzijní fond, pojišťovna nebo fyzická osoba, která vyhledává optimální způsob, jak zhodnotit své dočasně volné finanční prostředky.
Při rozhodování o volbě investice zvažuje investor míru rizika, likviditu a očekávanou výši výnosu.
Jako investor je někdy označován subjekt nebo osoba, která je pořizovatelem stavby. Zpravidla jde o záměnu pojmu stavebník s pojmem investor. Faktem však zůstává, že finanční investice může směřovat i do staveb a stavebních podniků. V tomto případě je užití slova investor na místě a investor nemusí být totožný se stavebníkem. Pro tento případ nebo případy podobné se stále častěji užívá pojmenování developer.

## Podjatost
Investor často bývá podjatý pohledem z krátkodobého hlediska.